# حرب باراغواي الأهلية (1947)
كانت الحرب الأهلية في باراغواي (المعروفة أيضًا باسم ثورة حافي القدمين والحرب الأهلية الثانية في باراغواي) حربًا أهلية في باراغواي استمرت من 7 مارس إلى أغسطس 1947.

## الخلفية
في عام 1940 علق الرئيس البارغواني هيخينيو مورينيغو الدستور وحظر الأحزاب السياسية. اتخذت مقاومة حكمه شكل إضرابات عامة وأعمال شغب للطلاب. في عام 1946 شرع مورينيغو النشاط السياسي وشكل حكومة مع حزب فيبيريستا الثوري وحزب كولورادو. استقال حزب فيبيريستا من التحالف في 11 يناير 1947، غاضبًا من أن مورينيغو بدا أنه يفضل كولورادو.

## النزاع
جعل حزب فيبيريستا قضيةً مشتركة مع الحزب الليبرالي والحزب الشيوعي الباراغواني. قاد رئيس باراغواي السابق ومؤسس حزب فيبريستا رافاييل فرانكو تمردًا انتشر في حرب أهلية حيث انشقت القوات المسلحة الباراغوانية، التي كانت في السابق مخلصة.
كانت جميع الأحزاب السياسية باستثناء حزب كولورادو ومعظم المصرفيين والإداريين و80% من الضباط العسكريين في جانب المتمردين. ومن أصل 11 فرقة عسكرية، انضمت أربع إلى المتمردين: في 8 مارس تمردت فرقتي مشاة في كونسيبسيون، وانضمت إليهما فرق المشاة تشاكو بعد بضعة أيام.
على جانب الحكومة كان حزب كولورادو، وثلاثة فرق من سلاح الفرسان في كامبو غراندي؛ ثلاث فرق أسونسيون (المشاة، الإشارات، والمهندسون) وقسم المدفعية من باراغاري مجهزون بأسلحة أمريكية من الحرب العالمية الثانية، وتحديدًا بنادق M1 Garand والأسلحة التي تم غنمها من قبل أمريكا مثل البندقية الرشاشة MP 40 الألمانية، مما يعطي حزب كولورادو قوة نيران متفوقة. الأهم من ذلك، قدمت الأرجنتين بقيادة خوان بيرون دعمًا حيويًا للحكومة التي لولاها لكانت قد سقطت.[بحاجة لمصدر]
في 27 أبريل انضمت البحرية إلى التمرد وقصفت أسونسيون. لقد قاتلتهم فرقة المدفعية التي جاءت من باراغواري، بقيادة الجنرال ألفريدو سترويسنر. لقد استولى المتمردون على أكبر زوارق حربية في الأسطول، باراغواي وهوميتا، في بوينس آيرس أثناء خضوعهما للإصلاحات.
قاتل مورينيغو، وكانت له اليد العليا في النهاية، واستعاد السيطرة بحلول أغسطس 1947 وفر ثلث السكان.

## روابط خارجية
- إدخال قاعدة بيانات النزاعات المسلحة